# Torre Mordillo

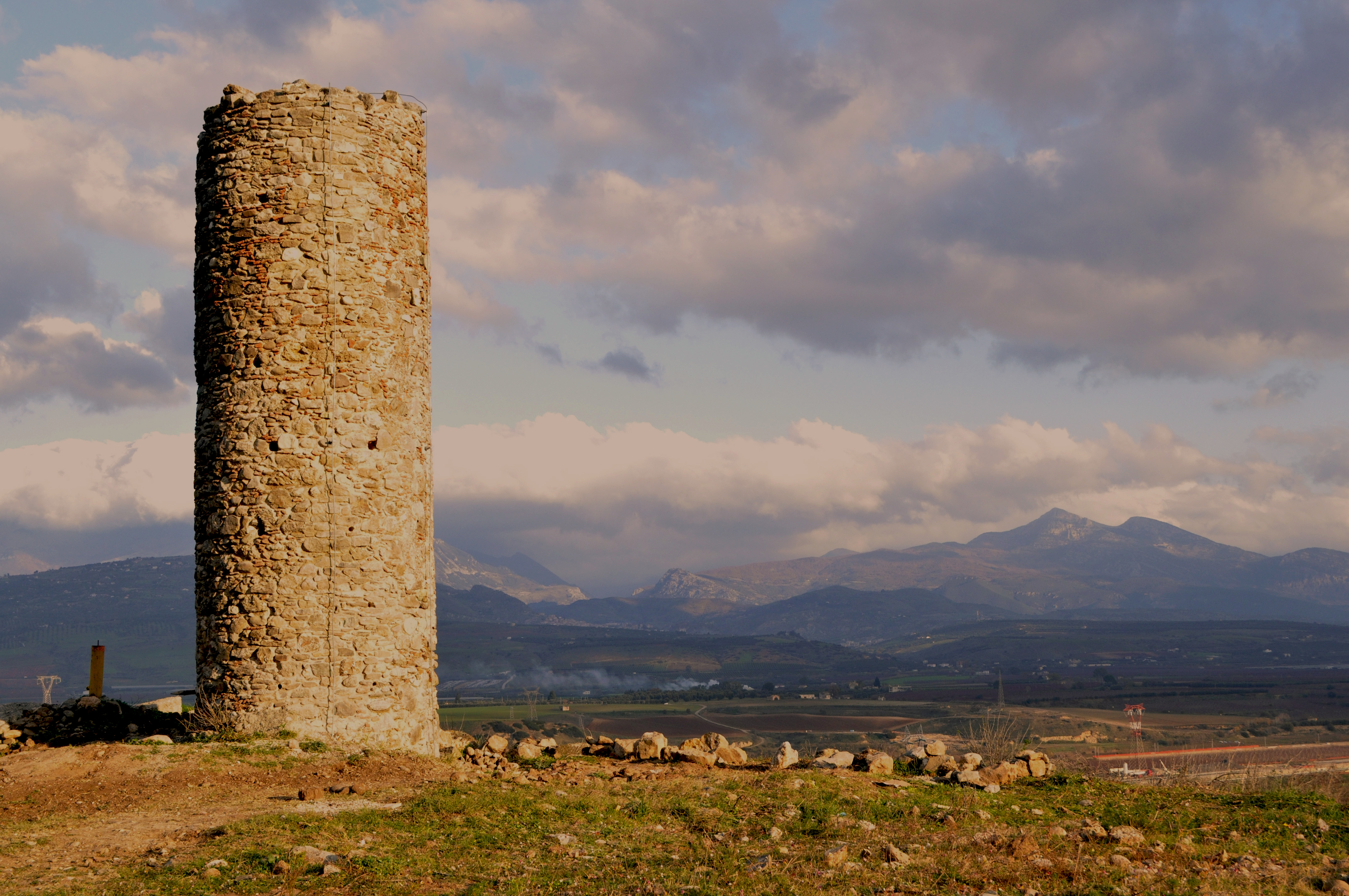
Torre Mordillo bei Spezzano Albanese

Der Torre Mordillo ist ein Aussichtsturm aus dem 11. Jahrhundert auf einem Hügel, der heute zum Gemeindegebiet von Spezzano Albanese in der italienischen Region Kalabrien gehört. Er liegt über der Mündung des Esaro in den Coscile; letzterer mündet seinerseits in Crati.

## Geschichte
Der Turm wurde um das 11. Jahrhundert von den Normannen am äußersten nördlichen Ende des Plateaus erbaut, sodass man von ihm aus die sehr ausgedehnte Ebene von Sibari überblicken kann.
Der Torre Mordillo liegt etwa 2 km entfernt von Castello di Scribla, einer Festung, die Wilhelm von Altavilla in der ersten Phase der normannischen Eroberung Kalabriens errichtete. Später fiel sie an Robert Guiskard, der sie zugunsten der Burg von San Marco Argentano aufgab.
Der Turm war – zeitlich gesehen – die letzte Befestigung an diesem Ort, die eine Schlüsselstelle zur Kontrolle des Territoriums der Ebene von Sibari bis zum tyrrhenischen Meer bildete.
Der Torre Mordillo verlieh seinen Namen einem archäologischen Park, in dem zwischen Ende 1887 und Anfang 1888 von Luigi Viola, dem damaligen Direktor des archäologischen Museums von Tarent, Entdeckungen gemacht wurden, wie z. B. eine Nekropole aus der Eisenzeit.
Die archäologischen Artefakte, die nach und nach gefunden wurden, bezeugen das Vorhandensein verschiedener Zyklen der Besiedelung, die sich über einen langen Zeitraum erstrecken, vom Beginn der Bronzezeit (17. Jahrhundert v. Chr.) bis zur hellenistischen Zeit.
Wie jedes oinotrische Zentrum liegt auch dieses auf einer Anhöhe mit ausgeprägter strategischer Funktion. Die gesamte, 14 Hektar große Ebene konnte einer Einwohnerschaft von gut über 1000 Menschen Platz bieten. Das Zentrum war von der Mitte der Bronzezeit bis zur Gründung von Sybaris (etwa 1700–720 v. Chr.) durchgehend bewohnt. Die Häuser, die halb im Boden vergraben waren, bestanden aus einer tragenden Struktur aus Eichenholz; die Wände waren mit Ton überzogen und die Dächer bestanden aus Sumpfschilf. In jedem der Häuser war eine einzelne Familie untergebracht. Die Fundstücke lassen an ein gut florierendes Zentrum denken, das im Handel mit den Mykenern (1500–1150 v. Chr.), später mit den Zyprioten und den Phöniziern (1150–800 v. Chr.) und schließlich mit den Griechen in der Zeit vor der Kolonisation (800–720 v. Chr.) tätig war.
Im Laufe des hellenischen Zeitalters (etwa 324–202 v. Chr.) errichtete eine lucanische Bevölkerung (Bruzen) eine kleine Stadt mit schachbrettförmigem Grundriss im griechischen Stil, die durch ein komplexes System von Befestigungen umschlossen war, was verschiedene kriegerische Auseinandersetzungen bezeugt.
Die endgültige Zerstörung dieser Stadt fiel vermutlich in die Zeit des zweiten punischen Krieges, als die Bruzen an der Seite Hannibals gegen die Römer kämpften.

## Beschreibung
Der Rundturm in unverkleidetem Bruchsteinmauerwerk ist bis zu einer Höhe von 7,3 Metern erhalten. Die an seinem Fuß verstreuten Steine lassen aber auf eine größere, ursprüngliche Höhe schließen.